# Castanet (Tarn)
Castanet – miejscowość i gmina we Francji, w regionie Oksytania, w departamencie Tarn.
Według danych na rok 1990 gminę zamieszkiwały 193 osoby, a gęstość zaludnienia wynosiła 27 osób/km² (wśród 3020 gmin regionu Midi-Pireneje Castanet plasuje się na 870. miejscu pod względem liczby ludności, natomiast pod względem powierzchni na miejscu 1314.).